# Schefflera sprucei
Espèce
Synonymes
- Brassaia klugii (Harms) Hutch.[1]
- Brassaia sprucei (Seem.) Hutch.[1]
- Schefflera cainarachiensis Harms[1]
- Schefflera klugii Harms[1]
- Schefflera ulei Harms ex Pilg.[1]
- Sciodaphyllum sprucei Seem.[1]

Statut de conservation UICN

 LC  : Préoccupation mineure
Schefflera sprucei est une espèce de plantes à fleurs de la famille des Araliaceae.

## Publication originale
- Die Natürlichen Pflanzenfamilien 3(8): 36. 1894.